# Santa Maria degli Ammalati (Acireale)
Santa Maria degli Ammalati is een plaats (frazione) in de Italiaanse gemeente Acireale.